# Карагулово
Карагу́лово (рос. Карагулово) — присілок у складі Салаватського району Башкортостану, Росія. Входить до складу Мурсалімкінської сільської ради.
Населення — 231 особа (2010; 253 в 2002).
Національний склад:
- башкири — 98 %